# Championnat de Jordanie de football 1991-1992
Navigation
Saison précédente Saison suivante
La saison 1991-1992 du Championnat de Jordanie de football est la quarante-troisième édition du championnat de première division en Jordanie. La compétition est disputée sous forme de poule unique où les dix meilleurs clubs du pays s'affrontent deux fois au cours de la saison, à domicile et à l'extérieur. En fin de saison, les deux derniers du classement sont relégués et remplacés par les deux meilleurs clubs de deuxième division.
C'est le club d'Al-Weehdat Club qui remporte la compétition, avec six points d'avance sur le triple tenant du titre, Al Faisaly Club, et sept sur Al Ramtha SC. C'est le troisième titre de champion de Jordanie de l'histoire du club.

## Les clubs participants
| - Al-Weehdat Club - Al Ramtha SC - Al Hussein Irbid - Al-Ahli Amman - Al Jeel - Promu de D2 | - Al Jazira Amman - Al-Faisaly Club - Al Arabi Irbid - Al Karmal - Promu de D2 - Al-Qadisiya SC |

## Compétition

### Classement
Le barème utilisé pour établir le classement est le suivant :
- Victoire : 2 points
- Match nul : 1 point
- Défaite : 0 point

| Rang | Équipe           | Pts | J  | G  | N | P  | Bp | Bc | Diff |
| ---- | ---------------- | --- | -- | -- | - | -- | -- | -- | ---- |
| 1    | Al-Weehdat Club  | 32  | 18 | 15 | 2 | 1  | 32 | 7  | +25  |
| 2    | Al Faisaly ClubT | 26  | 18 | 12 | 2 | 4  | 32 | 15 | +17  |
| 3    | Al Ramtha SCC    | 25  | 18 | 12 | 1 | 5  | 39 | 14 | +25  |
| 4    | Al-Ahli Amman    | 23  | 18 | 9  | 5 | 4  | 27 | 14 | +13  |
| 5    | Al Hussein Irbid | 18  | 18 | 7  | 4 | 7  | 28 | 25 | +3   |
| 6    | Al-Arabi Irbid   | 17  | 18 | 6  | 5 | 7  | 27 | 22 | +5   |
| 7    | Al-Qadisiya SC   | 16  | 18 | 7  | 2 | 9  | 20 | 29 | -9   |
| 8    | Al KarmalP       | 13  | 18 | 6  | 1 | 11 | 19 | 42 | -23  |
| 9    | Al Jazira Amman  | 5   | 18 | 1  | 3 | 14 | 11 | 33 | -22  |
| 10   | Al JeelP         | 5   | 18 | 2  | 1 | 15 | 12 | 46 | -34  |

|  | Qualification pour la Coupe d'Asie des clubs champions 1992-1993                         |
|  | Qualification pour la Coupe des Coupes 1992-1993                                         |
|  | Relégation directe en deuxième division                                                  |
|  | T : Tenant du titre C : Vainqueur de la Coupe de Jordanie P : Promu de deuxième division |

## Bilan de la saison
| Championnat de Jordanie de football 1991-1992 |                            |
| Champion                                      | Al-Weehdat Club (3e titre) |
| Coupes et trophées                            |                            |
| Vainqueur de la Coupe de Jordanie 1991-1992   | Al Ramtha SC               |
| Qualifications continentales                  |                            |
| Coupe d'Asie des clubs champions 1992-1993    | Al-Weehdat Club            |
| Coupe des Coupes 1992-1993                    | Al Ramtha SC               |
| Promotions et relégations                     |                            |
| Promus en première division                   | Inconnus                   |
| Relégués en deuxième division                 | Al Jazira Amman            |
| Relégués en deuxième division                 | Al Jeel                    |